# 2020 Укко
2020 Укко (2020 Ukko) — астероїд головного поясу, відкритий 18 березня 1936 року.
Тіссеранів параметр щодо Юпітера — 3,215.
Названо на честь Укко (фін. Ukko) — верховного бога, громовержця в фінській міфології.